# برج کبوتر ردان
برج کبوترردان مربوط به دوره قاجار است و در شهرستان اصفهان، روستای ردان، بعد از کانال آب واقع شده و این اثر در تاریخ ۱۰ خرداد ۱۳۸۲ با شمارهٔ ثبت ۹۰۷۹ به‌عنوان یکی از آثار ملی ایران به ثبت رسیده‌است.